# Docklands Stadium
Stadion Docklands (też Etihad Stadium) – stadion w dzielnicy Docklands w Melbourne, Australia. 

## Charakterystyka
Stadion został otwarty 9 marca 2000, jako Colonial Stadium. Stadion znany jest pod komercyjną nazwą sponsora: Etihad Stadium (poprzednio Telstra Dome). 
Stadion został wybudowany w miejsce zburzonego wcześniej w innej części miasta stadionu Waverley Park i podobnie jak jego poprzednik został zaprojektowany do rozgrywania futbolu australijskiego. W miesiącach letnich na Telstra Dome mecze rozgrywa drużyna piłki nożnej Melbourne Victory (z australijskiej ligi A-League). 
Stadion posiada rozsuwany dach.

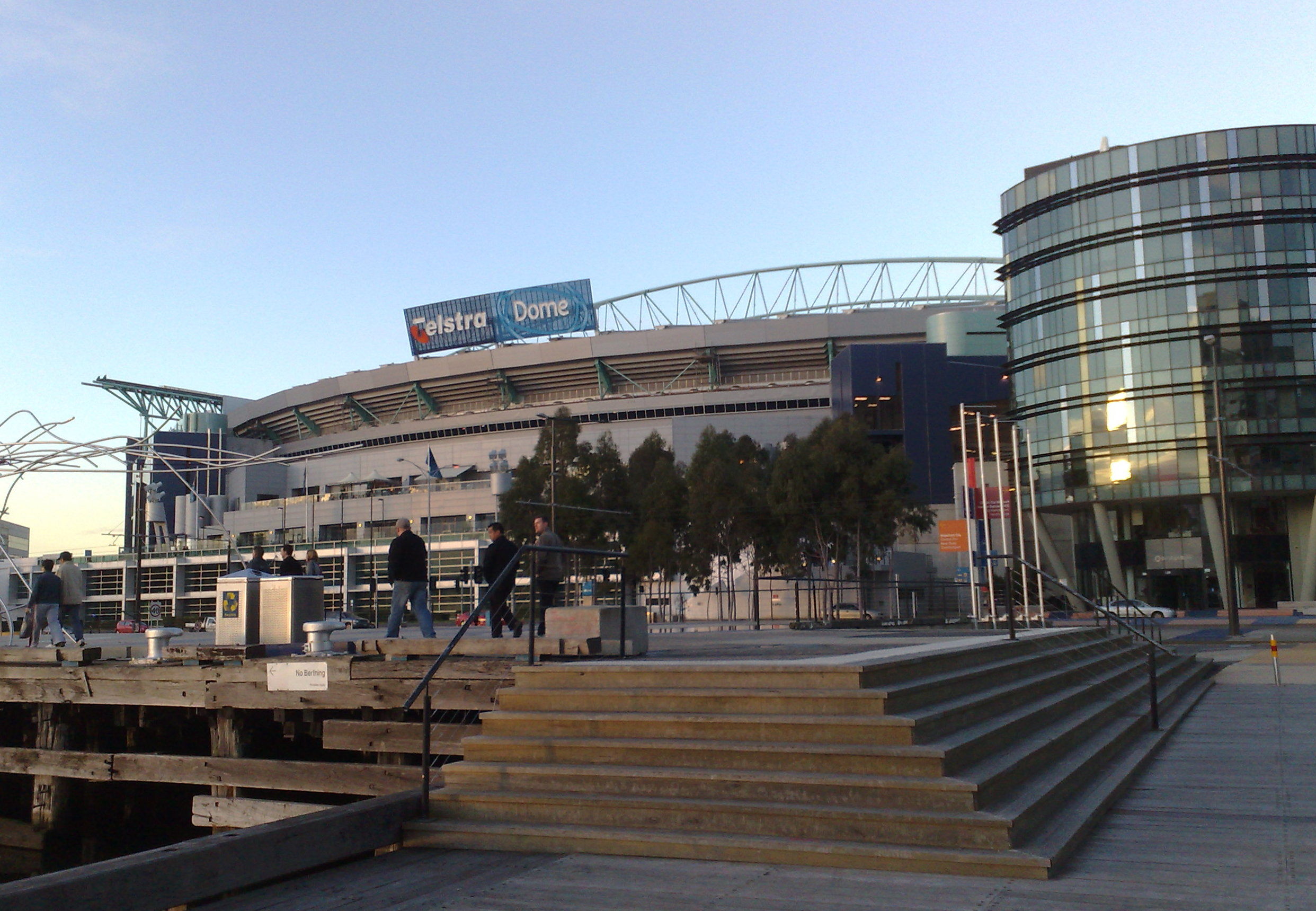
Widok na stadion od strony Docklands
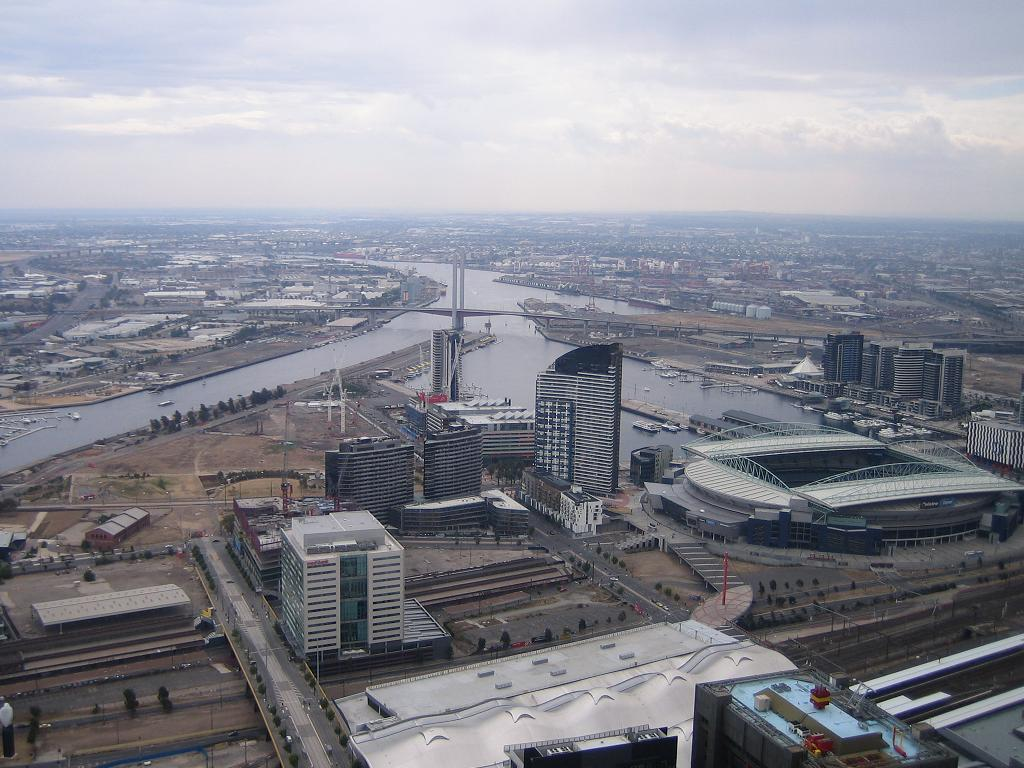
Widok na stadion (po prawej) z wieżowca Rialto; w tle most Bolte Bridge oraz rzeka Yarra